# Порнхъб
Порнхъб (на английски: Pornhub) е канадски уебсайт за споделяне на порнографско съдържание в Интернет.

## История
Сайтът стартира в Монреал, като предлага професионална и любителска порнография от 2007 г. Има също офиси и сървъри в Сан Франциско, в Лимасол, Хюстън, Ню Орлиънс и Лондон. През март 2010 г. компанията е купена от Manwin (сега известен като MindGeek), който притежава множество други порнографски уебсайтове.
Порнхъб е основан от уеб разработчика Matt Keezer като уебсайт в рамките на компанията Interhub и стартиран на 25 май 2007 г. През март 2010 г. компанията е закупена от Фабиан Тилман като част от конгломерата Манвин, сега известен като MindGeek  Като част от MindGeek, Порнхъб създава един от няколкото порнографски уебсайтове в компанията „Pornhub NETWORK“, заедно с YouPorn, RedTube и други подобни. Въпреки че не е най-популярният порнографски уебсайт, Порнхъб е най-големият такъв уебсайт в интернет, който хоства повече видеоклипове от всеки подобен сайт.
Уебсайтът позволява на посетителите да гледат порнографски видеоклипове от редица категории, включително професионална и любителска порнография. Потребителите могат да се възползват от няколко функции, включително споделяне на видеоклипове в уебсайтове на социални медии и харесване или нехаресване. Потребителите могат също така да регистрират безплатен акаунт в Порнхъб, който допълнително им позволява да публикуват коментари, да изтеглят видеоклипове и да добавят видеоклипове към любимите си, както и сами да качват видеоклипове. За да се борят с разпространението на незаконно съдържание, потребителите се насърчават да маркират видеоклипове, които считат за неподходящи, които незабавно се преглеждат от екипа на Порнхъб и се премахват, ако нарушават условията за ползване на уебсайта. Въпреки това, значително количество порно в Порнхъб е пиратско съдържание.
В опит да въведе качествено куриране на сайта, през октомври 2013 г. компанията стартира услуга, наречена „Pornhub Select“. Порнхъб също така стартира уебсайт за куриране на съдържание на 9 октомври 2013 г., наречен „PornIQ“, който използва алгоритъм за създаване на персонализирани плейлисти за видеоклипове за зрителя въз основа на редица фактори, включително техните порно предпочитания, времето на деня, когато те посещават уебсайта, в каква част от света живеят и колко време зрителят има за гледане на видеоклиповете. Дейвид Холмс от PandoDaily отбелязва, че подходът за използване на голямо количество данни от Порнхъб го отличава от предишни опити за генерирани от потребители плейлисти и отбелязва нова тенденция в преминаването от търсене на съдържание към пасивна курация сред уеб 2.0 уебсайтове.
Към 2009 г. три от най-големите порнографски сайтове – Редтюб, Юпорн и Порнхъб – заедно представляват 100 милиона уникални посетители. През 2014 г. Порнхъб каза на своите зрители да спрат да качват кадри от поражението на Бразилия в Германия на Световното първенство по футбол през 2014 г. със заглавия за сексуални намеци.